# Bangko Bakti
Bangko Bakti is een bestuurslaag in het regentschap Rokan Hilir van de provincie Riau, Indonesië. Bangko Bakti telt 3911 inwoners (volkstelling 2010).